# HCard
hCard ist ein Mikroformat für die Veröffentlichung von Kontaktinformationen (die auch nicht mehr als den Namen enthalten können) von Personen, Unternehmen, Organisationen und Orten in HTML, Atom, RSS oder beliebigem XML. Das hCard-Mikroformat erreicht dies durch 1:1-Darstellung der vCard-(RFC 2426)-Eigenschaften und Einträge, die durch HTML-Klassen und rel-Attribute gekennzeichnet sind.
Es ermöglicht Analysewerkzeugen (zum Beispiel anderen Websites oder Firefox’ Operator-Erweiterung) die Details zu extrahieren und sie mit Hilfe anderer Websites oder Zuordnungswerkzeugen, sie zu indizieren oder zu durchsuchen, oder sie in ein Adressbuch zu laden.
Im Mai 2009 kündigte Google an, die Mikroformate hCard, hReview and hProduct zu analysieren und zur Ergänzung in Suchergebnisseiten zu verwenden. Im September 2010 gab Google die Absicht bekannt, hCard- und hReview-Information in seinen lokalen Suchergebnissen anzuzeigen. Im Februar 2011 begann Facebook mit der Verwendung von hCard zur Kennzeichnung von Veranstaltungsorten.

## Beispiel
Beachte folgenden HTML-Auszug:
```
<
ul
>

    
<
li
>
Maximilian Mustermann
</
li
>

    
<
li
>
May
</
li
>

    
<
li
>
Beispielunternehmen
</
li
>

    
<
li
>
+49 30 23125 123
</
li
>

    
<
li
><
a
 
href
=
"https://example.de/"
>
https://example.de/
</
a
></
li
>

</
ul
>

```

Mit Mikroformat-Kennzeichnung wird daraus:
```
<
ul
 
class
=
"vcard"
>

    
<
li
 
class
=
"fn"
>
Maximilian Mustermann
</
li
>

    
<
li
 
class
=
"nickname"
>
Max
</
li
>

    
<
li
 
class
=
"org"
>
Beispielunternehmen
</
li
>

    
<
li
 
class
=
"tel"
>
+49 30 2315 123
</
li
>

    
<
li
><
a
 
class
=
"url"
 
href
=
"https://example.de/"
>
https://example.de/
</
a
></
li
>

</
ul
>

```

Ein Profil kann optional in den Seitenkopf integriert werden:
```
<
link
 
rel
=
"profile"
 
href
=
"http://microformats.org/profile/hcard"
>

```

Hier werden die Eigenschaften fn (Vollständiger Name), Spitzname, org (Organisation), tel (Telefonnummer) und url (Web-Adresse) unter Verwendung bestimmter Klassennamen gekennzeichnet. Der gesamte Eintrag wird mit class="vcard" zusammengefasst, das zeigt, dass die anderen Klassen eine hcard bilden und nicht nur zufällig so benannt wurden. Wenn die hCard für eine Organisation oder einen Veranstaltungsort vorgesehen ist, werden die fn und org Klassen im selben Element verwendet. Wie hier: <span class="fn org">Wikipedia</span> oder <span class="fn org">Wembley Stadium</span>. Es existieren auch weitere optionale hCard-Klassen.
Es ist für Software, zum Beispiel Browser-Erweiterungen, mittlerweile möglich diese Informationen auszulesen und an andere Anwendungen, wie ein Adressbuch, zu übergeben.

## Geo und adr
Das Geo-Mikroformat ist ein Teil der hCard-Spezifikation und wird oft verwendet, um die Koordinaten eines Ortes in eine hCard zu integrieren.
Der adr-Teil der hCard kann auch als selbstständiges Mikroformat verwendet werden.

## Weitere Attribute
Andere häufig verwendete hCard-Attribute sind
- bday – das Geburtsdatum einer Person
- email
- honorific-prefix – Ehrenvorsatz
- honorific-suffix – Ehrenanhang
- label – für nicht-granulare Adressen
- logo
- nickname – der Spitzname einer Person
- note – Freitext
- photo
- post-office-box – Postfach